# Alternate reality game
Un gioco di realtà alternativa è un gioco che collega internet al mondo reale. Solitamente si sviluppa attraverso numerosi strumenti web (blog, e-mail, minisiti) e presenta al giocatore una storia misteriosa con indizi che puntano al mondo reale (per esempio a monumenti o a veri e propri oggetti nascosti in determinate località).
Molto diffuso in USA, questo genere di giochi è di solito creato come veicolo promozionale per un prodotto o un servizio. In Italia, il primo esperimento di questo tipo è stato Frammenti, trasmesso nel 2009 da Current TV e prodotto e realizzato da Shado e Log607.
Uno dei casi più famosi di ARG in USA è stato I Love Bees, creato da 42 Entertainment come veicolo pubblicitario per Halo 2. In questo gioco gli utenti erano chiamati a decifrare un enigma presente sul finto blog di un'apicultrice. La soluzione dell'enigma consisteva in una serie di coordinate spazio-temporali che corrispondevano a telefoni pubblici disseminati nel territorio statunitense. Recandosi nel luogo indicato all'ora presente nell'indizio il telefono pubblico squillava e una voce registrata comunicava parte di una storia all'interlocutore.